# Aleksandras Vasiliauskas
Aleksandras Vasiliauskas (ur. 25 stycznia 1940 w Žvirgždžiai w rejonie telszańskim, zm. 12 września 2016 w Wilnie) – litewski ekonomista, profesor, minister gospodarki w latach 1994–1995.

## Życiorys
W 1965 ukończył studia na Uniwersytecie Wileńskim. W 1977 uzyskał stopień doktora nauk ekonomicznych. W latach 1965–1966 był młodszym pracownikiem naukowym instytutu fizyki i matematyki Litewskiej Akademii Nauk. Od 1966 do 1969 pracował jako starszy inżynier i kierownik wydziału w laboratorium zarządzania i ekonomiki budownictwa resortu budownictwa wiejskiego Litewskiej SRR. W latach 1966–1974 był kierownikiem wydziału w centrum obliczeniowym państwowego komitetu planowania. Od 1974 zatrudniony był w instytucie ekonomiki i planowania gospodarki narodowej: w latach 1974–1978 pełnił funkcję kierownika wydziału, a od 1978 do 1989 dyrektora instytutu.
W latach 1980–1993 pracował na stanowisku profesora Uniwersytetu Wileńskiego. W latach 1993–1994 był doradcą prezydenta ds. ekonomicznych. Od 9 czerwca 1994 do 5 października 1995 pełnił funkcję ministra gospodarki w rządzie Adolfasa Šleževičiusa.
Od 1995 do 1999 był dyrektorem centrum badawczego integracji europejskiej przy Litewskiej Akademii Nauk. W 1999 został starszym pracownikiem naukowym instytutu ekonomiki Litewskiej Akademii Nauk. Był członkiem korespondentem akademii. W 2001 został wykładowcą na Uniwersytecie Technicznym w Kownie, a w 2002 przewodniczącym rady tego uniwersytetu.